# فيديا مالفادي
فيديا مالفادي (بالإنجليزية: Vidya Malvade)‏ هي ممثلة هندية ولدت في يوم 2 مارس 1973 في مدينة مومباي في الهند، مثلت في العديد من أفلام بوليوود منها فلم اختطاف في 2008 مع سانجاي دوت وعمران خان ومينيسها لامبا.

## وصلات خارجية
- فيديا مالفادي على موقع IMDb (الإنجليزية)
- فيديا مالفادي على موقع أول موفي (الإنجليزية)
- فيديا مالفادي على موقع قاعدة بيانات الفيلم (الإنجليزية)